# 1744 Harriet
1744 Harriet este un asteroid din centura principală, descoperit pe 24 septembrie 1960, de PLS.